# Finland op het Eurovisiesongfestival 1988
Finland nam in 1988 deel aan het Eurovisiesongfestival in Dublin, Ierland. Het was de zevenentwintigste deelname van het land op het festival. Het land werd vertegenwoordigd door Boulevard met het lied Nauravat silmät muistetaan.

## Selectieprocedure
De finale werd gehouden in de Kultturitalo in Helsinki en het werd gepresenteerd door Sini Sovijärvi.
In totaal deden 12 artiesten mee aan deze nationale finale.
De winnaar werd aangeduid door 6 regionale jury's.
| Volgorde | Artiest                         | Lied                         | Punten | Plaats |
| -------- | ------------------------------- | ---------------------------- | ------ | ------ |
| 1        | Boulevard                       | "Nauravat silmät muistetaan" | 38     | 1      |
| 2        | Tarja Ylitalo                   | "Maata vaadin taivaanrantaa" | 2      | 12     |
| 3        | Helena Miller                   | "Svart och vitt"             | 37     | 2      |
| 4        | Kari Tapio                      | "Tää kaipuu"                 | 12     | 9      |
| 5        | Ami Aspelund                    | "Amor amor"                  | 32     | 3      |
| 6        | Sonja Lumme                     | "Vielä jaksan odottaa"       | 9      | 10     |
| 7        | Tauski Peltonen                 | "Uuteen elämään"             | 13     | 8      |
| 8        | Benny Törnroos                  | "I november"                 | 8      | 11     |
| 9        | Mikko Alatalo                   | "Tuhat ja yksi yöta"         | 19     | 6      |
| 10       | Marjorie                        | "Tie"                        | 20     | 5      |
| 11       | Timo Tervo, Joanna & Beat       | "Mayday Mayday"              | 29     | 4      |
| 12       | Tauski Peltonen, Tutta & Crista | "Lasikaupunki"               | 15     | 7      |

## In Dublin
Op het Eurovisiesongfestival zelf trad Finland als 3de van 21 deelnemers aan, na Zweden en voor het Verenigd Koninkrijk. Aan het einde van de puntentelling stond Finland op een 20ste plaats met 3 punten.
België gaf geen punten aan deze inzending en Nederland ook geen.

### Gekregen punten

#### Finale
| 12 punten | 10 punten | 8 punten | 7 punten | 6 punten |
| --------- | --------- | -------- | -------- | -------- |
|           |           |          |          |          |
| 5 punten  | 4 punten  | 3 punten | 2 punten | 1 punt   |
|           |           | - Israël |          |          |

### Punten gegeven door Finland

#### Finale
Punten gegeven in de finale:
| 12 punten | Luxemburg           |
| 10 punten | Verenigd Koninkrijk |
| 8 punten  | Italië              |
| 7 punten  | Noorwegen           |
| 6 punten  | Israël              |
| 5 punten  | Zwitserland         |
| 4 punten  | Denemarken          |
| 3 punten  | Frankrijk           |
| 2 punten  | Ierland             |
| 1 punt    | Joegoslavië         |

1961 · 1962 · 1963 · 1964 · 1965 · 1966 · 1967 · 1968 · 1969 · 1970 · 1971 · 1972 · 1973 · 1974 · 1975 · 1976 · 1977 · 1978 · 1979 · 1980 · 1981 · 1982 · 1983 · 1984 · 1985 · 1986 · 1987 · 1988 · 1989 · 1990 · 1991 · 1992 · 1993 · 1994 · 1995 · 1996 · 1997 · 1998 · 1999 · 2000 · 2001 · 2002 · 2003 · 2004 · 2005 · 2006 · 2007 · 2008 · 2009 · 2010 · 2011 · 2012 · 2013 · 2014 · 2015 · 2016 · 2017 · 2018 · 2019 · 2020 · 2021 · 2022 · 2023 · 2024 · 2025